# Athyrium kumaonicum
Athyrium kumaonicum là một loài dương xỉ trong họ Athyriaceae. Loài này được Punetha mô tả khoa học đầu tiên năm 1985.
Danh pháp khoa học của loài này chưa được làm sáng tỏ. 